# TML-Studios
TML-Studios ist ein deutscher Computerspielentwickler, der sich auf Simulationsspiele spezialisiert hat. Aerosoft ist Entwicklungspartner von TML-Studios und kümmert sich um den Vertrieb der Produkte.
Eines der bekanntesten Spiele zurzeit ist der Fernbus Simulator und The Bus.

## Hintergrund
Das Unternehmen wurde 2004 in Erfurt von Thomas Langelotz gegründet. Die Anfänge der Firma starteten einst in einer Einraumwohnung und kann heute ein mehrköpfiges Team von Grafikern und Programmierer nachweisen. Die bekanntesten Simulationsspiele von TML-Studios sind World of Subways 1–4, City Bus Simulator und Fernbus Simulator. Begonnen hat die Entwicklung mit Subways, darauf folgten die Bussimulatoren in den verschiedensten Städten. Als Übungsprojekt mit der Unreal Engine entstand das kleine Fungame My Paper Boat. Mit dem Game Sunrise griff man das Adventure Genre auf, um den Usern eine weitere Art der Unterhaltung zu bieten. Alle unter Aerosoft veröffentlichte Spiele der TML-Studios sind bei Steam zu erwerben. Die beiden Bussimulatoren Tourist Bus Simulator und Fernbus Simulator wurden mithilfe des externen Studios Zero Games für die Next-Gen Konsolengeneration Playstation 5 und XBox Series S/X portiert und veröffentlicht.
In der derzeitigen Entwicklung steht The Bus, welches sich auf Steam aktuell in der Early Access befindet.

## Spiele (Chronologische Reihenfolge)
- Berlin Subway (Add-on für Microsoft Train Simulator; 2005)
- Linie 51 (Add-on für Microsoft Train Simulator; 2006)
- Sunrise – The Game (2008)
- World of Subways Vol. 1 - The Path (2008)
- World of Subways Vol. 2 - Berlin Linie U7 (2009)
- City Bus Simulator 2010: New York City (2009)
- Dive to the Titanic (2011)
- Kehrmaschinen-Simulator (2011)
- Bus- & Cable-Car-Simulator (2011)
- Bus Simulator 2012 (2012)
- City Bus Simulator München (2012)
- World of Subways Vol. 3 - Circle Line London (2014)
- World of Subways Vol. 4 - New York City Subway Line 7 (2015)
- My Paper Boat (2015)
- Fernbus Simulator (2016)
- Tourist Bus Simulator (2018)
- The Bus (2021)
- Dead Man’s Diary (2022)

## Radiostream
Erstmalig wurde im City Bus Simulator 2010: New York ein spielinternes Radio eingebaut. Dieser trug den Namen Doublebass.fm und beinhaltete mehr als 40 Songs sowie erste Jingles. In dem 2016 veröffentlichtem Fernbus Simulator wurde der im Jahre 2012 gegründete online Radiosender Doublebass.fm als Unterhaltung integriert. Vorher konnte man diesen nur im Internet über verschiedene, gängige Streaming-Plattformen für Internetradios hören. 2017 folgte dann der zweite Sender Flashbass.fm. Beide Radiostationen sind im Fernbus Simulator, Tourist Bus Simulator und The Bus integriert sowie über Streaming-Plattformen zu hören. Beide Sender gehören der hauseigenen Marke TML -onair an und werden von laut.fm supportet.

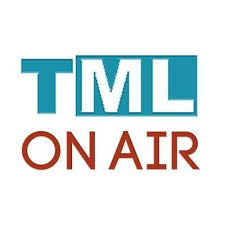
Logo

### Doublebass.fm
Wurde im Jahr 2012 vom CEO der TML-Studios Thomas Langelotz gegründet. Zu hören gibt es House, Deep House gepaart mit Tropical House, Popmusik, ab und zu Rockmusik mit einer Prise Black und Hip Hop. Das Ganze an sieben Tagen in der Woche, 24 Stunden lang ohne Nachrichten, Wetter oder Verkehr. Jeden Tag, aber zu unterschiedlichen Zeiten gibt Neuvorstellungen der aktuellen Musikszene.
| Wochentag  | Zeit         |
| ---------- | ------------ |
| Montag     | ab 10.00 Uhr |
| Dienstag   | ab 15.00 Uhr |
| Mittwoch   | ab 19.00 Uhr |
| Donnerstag | ab 21.00 Uhr |
| Freitag    | ab 18.00 Uhr |
| Samstag    | ab 20.00 Uhr |
| Sonntag    | ab 16.00 Uhr |

### Flashbass.fm
Nach 9 Jahren DJ-Tätigkeit, der daraus resultierenden Sammlung an Platten aus dieser Zeit und einem Jahr Arbeit diese zu digitalisieren, wurde der Sender im Oktober 2017 gegründet. Ursprünglich auch als Unterhaltungsradio in den Bussimulatoren gedacht, gewann das Radio an Beliebtheit, sodass sich die TML-Studios dazu entschieden haben, diesen über das Internet freizuschalten. Zu hören ist Musik aus dem letzten halben Jahrhundert als Originale, Cover, Remixe und Maximaximale. Dieser Sender hat die Besonderheit, dass an drei Abenden die Woche eine Liveshow ausgestrahlt wird, wobei auch diese ohne Nachrichten, Wetter oder Verkehr laufen. Diese Livesendung besteht mehr aus einer Mischung an Unterhaltung, Gags und Wissenswertes aus der Musikszene. Die Freitag-Abend Show wird persönlich moderiert vom CEO der TML-Studios Thomas „Tom“ Michael Langelotz und seinem Co-Moderator René Tschacher.
Seit August 2022 streamt flashbass.fm Ihre Liveshows auf der Livestream-Plattform Twitch mit Bild ins Studio. Im Zuge der Entwicklung von The Bus wurden Verkehrs- und Ereignisevents ins Spiel implementiert, welche die Moderatoren in der Freitag-Abend Liveshow auslösen können und diese im Zuge von Verkehrsmeldungen den Spielern mitgeteilt werden. Dieses Feature ist aktuell auf Eis gelegt worden.
| Wochentag | Zeit              | Programm                                           | Moderatoren                    |
| --------- | ----------------- | -------------------------------------------------- | ------------------------------ |
| Montag    | 17:00 – 20:00 Uhr | Wunschbox – „Hörer machen Musik“                   |                                |
| Mittwoch  | 17:00 – 20:00 Uhr | After Work Party                                   | Tom Langelotz, Martin          |
| Freitag   | 18:00 – 19:00 Uhr | Am Rohr ist der Bär – Deine musikalische Vielfalt! | Thomas „Tom“ Michael Langelotz |
| Freitag   | 19:00 – 21:00 Uhr | TATÜ TATA – Die Bekloppten sind wieder da!         | Tom Langelotz, René Tschacher  |

Flashbass.fm ist in den hauseigenen Spielen Fernbus Simulator, Tourist Bus Simulator und The Bus integriert. Mit Update 1.1 erhielt der Radiosender auch Einzug in Citydriver, welches von ViewApp, einem anderen Entwicklerstudio bei Aerosoft, entwickelt wird.